# ブレイク・スネル
ブレイク・アシュトン・スネル（Blake Ashton Snell, 1992年12月4日 - ）は、アメリカ合衆国ワシントン州シアトル出身のプロ野球選手（投手）。左投左打。Twitchストリーマー。MLBのロサンゼルス・ドジャース所属。愛称は"スネルジラ"他（後述）。

## 経歴

### プロ入り前
高校のシニア（3年生）シーズンに63イニングを投げ、9勝0敗、防御率1.00、128奪三振を記録している。

### プロ入りとレイズ時代
2011年のMLBドラフト1巡目追補（全体52位）でタンパベイ・レイズから指名され、6月16日に契約。傘下のルーキー級ガルフ・コーストリーグ・レイズでプロデビュー。11試合（先発8試合）に登板して1勝2敗、防御率3.08、26奪三振を記録した。
2012年はアパラチアンリーグのルーキー級プリンストン・レイズで11試合に先発登板して5勝1敗、防御率2.09、53奪三振を記録した。
2013年はA級ボーリンググリーン・ホットロッズでプレーし、23試合に先発登板して4勝9敗、防御率4.27、106奪三振を記録した。
2014年はA級ボーリンググリーンで開幕を迎え、8試合に先発登板して3勝2敗、防御率1.79、42奪三振と好投した。5月29日にA+級シャーロット・ストーンクラブズへ昇格。16試合に先発登板して5勝6敗、防御率3.96、77奪三振を記録した。
2015年はA+級シャーロットで開幕を迎え、4試合の登板で3勝0敗、防御率0.00と完璧な投球を披露し、4月27日にAA級モンゴメリー・ビスケッツへ昇格。AA級モンゴメリーでも12試合の登板で6勝2敗、防御率1.57と活躍し、オールスター・フューチャーズゲームに選出された。7月20日にAAA級ダーラム・ブルズへ昇格。AAA級ダーラムでは9試合に登板し、6勝2敗、防御率1.82と好投。マイナーリーグ機構のスタッフが選出する最優秀先発投手に選ばれた。オフの11月20日にレイズとメジャー契約を結び、40人枠入りした。
2016年3月15日にAAA級ダーラムへ異動し、そのまま開幕を迎えた。開幕後は3試合に登板し、1勝1敗、防御率2.51の成績で、4月23日にメジャーへ昇格した。同日のニューヨーク・ヤンキース戦で先発起用されメジャーデビュー。5回を2安打、1失点、6奪三振に抑えたが、勝ち負けは付かず、24日にAAA級ダーラムへ降格した。降格後は9試合に登板し、6月16日に再昇格。同日のシアトル・マリナーズ戦では3.1回を8安打、5失点、3四球と打ち込まれ、メジャー初黒星を喫した。シーズン4登板目となった6月27日のボストン・レッドソックス戦では、5.1回を8安打、4失点と乱調だったが、味方打線の援護もありメジャー初勝利を挙げた。一時マイナー降格した為、19試合の先発登板に留まったが、防御率3.54、6勝8敗、89.0イニングで98奪三振（奪三振率9.9）という成績を残した。
2017年シーズンが始まった当初は飛躍を期待されていた。しかしながら、ほとんど6回を投げ切ることができず、また5回時点で100球に到達することも珍しくなかった。8試合の先発登板までで防御率4.71だった。5月13日にAAA級ダーラムに降格した。6月28日にメジャーに昇格した。レギュラーシーズンでは、24試合の先発登板で129.1回を投げ、防御率4.04、119奪三振だった。
2018年シーズン最初はクリス・アーチャーに次ぐ先発2番手として開幕を迎えた。6月3日に自身の出身地であるシアトルのセーフコ・フィールドで行われたマリナーズ戦でアメリカンリーグ記録となる1回の打者から7連続奪三振を記録し、無失点にも抑え、試合通算では12奪三振を記録した。試合には友人や家族が観戦に来ており、300人はいたと思われる。その中には、師匠と仰ぐ祖父の姿もあった。オールスターゲーム前の時点で、12勝4敗、防御率2.09だったが、最初のアメリカンリーグのオールスターゲームには選出されておらず、この選出のされ方は選手、コーチ、ファン、専門家からなど広範囲から批判を受けた。結局、コーリー・クルーバーが怪我で参加ができなくなったため、代替選手として選出が決まった。7月23日に肩の疲労で故障者リストに入った。8月4日のシカゴ・ホワイトソックス戦で復帰した。8月には、5試合の先発登板で4勝0敗、防御率1.08を残し、ピッチャー・オブ・ザ・マンスを受賞した。9月18日にレイズでは2012年のデビッド・プライス以来となるシーズン20勝目を挙げた。9月23日のトロント・ブルージェイズ戦で6.2回を投げ11奪三振を記録し、球団記録となる21勝目を挙げた。9月には、6試合の先発登板で35.2回を投げ、5勝0敗、防御率1.26、53奪三振を残し、8月から続けてピッチャー・オブ・ザ・マンスを受賞した。最も若く最多勝利を受賞した投手の中で連続的にピッチャー・オブ・ザ・マンスを受賞したのは、2004年のヨハン・サンタナ以来だった。レギュラーシーズンでは、21勝（MLB1位）、ERA+219（AL1位）、被打率.178（AL1位）、防御率1.89（AL1位タイ）、WAR7.5（投手AL1位）と自身最高記録を残した。また防御率1.89は、アメリカンリーグにおいては2000年のペドロ・マルティネスの防御率1.74に次ぐ防御率だった。指名打者制を取り入れた1973年以降のアメリカンリーグでは歴代3位に入る。31試合の先発登板中27試合の先発登板で2失点以下に抑え、21試合の先発登板で無失点もしくは1失点に抑えた。プレーオフに進んだチームとの成績は、防御率2.00、9勝2敗だった。残塁率も88.0%とメジャートップだった。12月14日に2位となるジャスティン・バーランダーから15ポイントも差をつけて、サイ・ヤング賞を受賞した。また、30人中17人が1位に指名した。レイズで最多勝を受賞したのは、2012年のプライス以来2人目だった。
2019年3月21日、5年総額5000万ドルの複数年契約を結んだと発表した。シーズンでは比較的良い滑り出しだったが、自宅の風呂場で右足薬指の骨折して4月16日に10日間の故障者リスト入り。6月24日に復帰するも、8月29日に左肘の遊離体除去手術を受けることがMLB公式サイトで公表された。9月17日に復帰後は3試合の先発登板を各2.1回未満の登板でポストシーズンに突入した。ALDSではキャリア初となるリリーフとしても登板した。
2020年はCOVID-19の影響で60試合の短縮シーズンに。延期期間中には全30球団の選手代表がテレビゲーム『MLB The Show』で戦った「プレーヤーズ・リーグ」にレイズ代表として参戦し、圧巻の強さで優勝した。シーズン成績は4勝2敗、防御率3.24で、7暴投はリーグワーストタイだった。ポストシーズンでは2勝2敗、防御率3.20でワールドシリーズ進出に貢献したが、最長5.2回と投球回は少なかった。WSでも王手をかけられた第6戦に先発登板して5.1イニング1安打無失点の快投を見せるも、次打者に単打を許すとわずか73球で降板。後続が打たれてチームも敗退したことからこの早期降板は議論を呼んだ。

### パドレス時代
2020年12月29日にルイス・パティーノ、フランシスコ・メヒア、ブレイク・ハント、コール・ウィルコックスとのトレードで、サンディエゴ・パドレスへ移籍した。当初、背番号は24と発表されていたが、開幕直前にレイズ時代と同じ4へ変更された。それに伴いウィル・マイヤーズは4から5へ、ブライアン・オグレディは5から24へ変更された。
2023年は6月に先発登板した4試合全てで2桁奪三振を記録し、31回で53奪三振を記録したことが評価され、7月3日に6月部門で通算3度目となるピッチャー・オブ・ザ・マンスを受賞した。オフの11月3日にフリーエージェント（FA）となった。パドレスからはクオリファイング・オファーを受けていたが、同月14日の期日までに契約は行わなかった。11月15日に通算2度目となるサイ・ヤング賞を受賞した。

### ジャイアンツ時代
2024年3月18日にサンフランシスコ・ジャイアンツとオプトアウト条項付きの2年総額6200万ドルで契約を結んだ。契約の内訳は、契約金が1700万ドル、年俸は2024年が1500万ドル、2025年が3000万ドル。8月2日のシンシナティ・レッズ戦では、自身初のノーヒットノーランを達成した。オフにオプトアウト権を行使し、フリーエージェントとなった。

### ドジャース時代
2024年11月26日にロサンゼルス・ドジャースとオプトアウト条項無しの5年総額1億8200万ドルで契約を結んだ。背番号はジャイアンツ時代と同じ「7」。

## 選手としての特徴
MLBでは、最速100mph（約161km/h）・平均95.7mph（約154km/h）のフォーシームを軸に、平均85mph（約137km/h）のチェンジアップ、平均76mph（約122km/h）で落差の大きいカーブ、平均83mph（約134km/h）のスライダーを使用する本格派左腕。
投球回数9イニングあたりの通算奪三振率11.23は、2024年シーズン終了時点での通算投球回数1000イニング以上の投手のなかで歴代1位である。

## 人物
背番号4は、自身が（12月）4日生まれであることに由来する。メジャーリーグでは投手が若い番号を背負うことは少なく、2018年のMLBオールスターゲームに出場した際、1桁背番号を背負った初のオールスター出場投手となった。
愛称は"スネルジラ"。「スネル」と「ゴジラ」を掛け合わせたもので、元々は兄の愛称だったが、自分のほうが似合っているとして強引に継承した。他にもそれを短縮した"ジラ"（"Zilla"）があり、2017年のプレイヤーズ・ウィークエンドでは背ネームに使用している。
ゲーム好きであり、自宅には大量のゲーム機器やモニターがある。定期的にライブストリーミング配信サービスTwitchでのプレー実況でファンと交流し、フォロワーは5万人を超えている。冷静沈着なマウンド上では見せない本来の姿を知ってもらうことも目的としているため、ただゲームをプレーするだけではなく、ファンの質問に答えたり、カラオケを披露するなどしている。ただしゲームに熱くなるあまり、過激な発言をしてしまうこともある。
高校時代の後輩にバスケットボール男子日本代表のジョシュ・ホーキンソンがいる。

## 詳細情報

### 年度別投手成績
| 年 度    | 球 団    | 登 板 | 先 発 | 完 投 | 完 封 | 無 四 球 | 勝 利 | 敗 戦 | セ 丨 ブ | ホ 丨 ル ド | 勝 率 | 打 者 | 投 球 回 | 被 安 打 | 被 本 塁 打 | 与 四 球 | 敬 遠 | 与 死 球 | 奪 三 振 | 暴 投 | ボ 丨 ク | 失 点 | 自 責 点 | 防 御 率 | W H I P |
| -------- | -------- | ----- | ----- | ----- | ----- | -------- | ----- | ----- | -------- | ----------- | ----- | ----- | -------- | -------- | ----------- | -------- | ----- | -------- | -------- | ----- | -------- | ----- | -------- | -------- | ------- |
| 2016     | TB       | 19    | 19    | 0     | 0     | 0        | 6     | 8     | 0        | 0           | .429  | 401   | 89.0     | 93       | 5           | 51       | 0     | 0        | 98       | 6     | 1        | 44    | 35       | 3.54     | 1.62    |
| 2017     | TB       | 24    | 24    | 0     | 0     | 0        | 5     | 7     | 0        | 0           | .417  | 547   | 129.1    | 113      | 15          | 59       | 1     | 0        | 119      | 8     | 0        | 65    | 58       | 4.04     | 1.33    |
| 2018     | TB       | 31    | 31    | 0     | 0     | 0        | 21    | 5     | 0        | 0           | .808  | 700   | 180.2    | 112      | 16          | 64       | 2     | 1        | 221      | 13    | 0        | 41    | 38       | 1.89     | 0.97    |
| 2019     | TB       | 23    | 23    | 0     | 0     | 0        | 6     | 8     | 0        | 0           | .429  | 441   | 107.0    | 96       | 14          | 40       | 1     | 1        | 147      | 11    | 1        | 53    | 51       | 4.29     | 1.27    |
| 2020     | TB       | 11    | 11    | 0     | 0     | 0        | 4     | 2     | 0        | 0           | .667  | 203   | 50.0     | 42       | 10          | 18       | 0     | 0        | 63       | 7     | 0        | 19    | 18       | 3.24     | 1.20    |
| 2021     | SD       | 27    | 27    | 0     | 0     | 0        | 7     | 6     | 0        | 0           | .538  | 550   | 128.2    | 101      | 16          | 69       | 1     | 3        | 170      | 7     | 1        | 61    | 60       | 4.20     | 1.32    |
| 2022     | SD       | 24    | 24    | 0     | 0     | 0        | 8     | 10    | 0        | 0           | .444  | 535   | 128.0    | 103      | 11          | 51       | 0     | 2        | 171      | 6     | 0        | 51    | 48       | 3.38     | 1.20    |
| 2023     | SD       | 32    | 32    | 0     | 0     | 0        | 14    | 9     | 0        | 0           | .609  | 742   | 180.0    | 115      | 15          | 99       | 0     | 3        | 234      | 13    | 2        | 47    | 45       | 2.25     | 1.19    |
| 2024     | SF       | 20    | 20    | 1     | 1     | 0        | 5     | 3     | 0        | 0           | .625  | 418   | 104.0    | 65       | 6           | 44       | 0     | 1        | 145      | 8     | 0        | 38    | 36       | 3.12     | 1.05    |
| MLB：9年 | MLB：9年 | 211   | 211   | 1     | 1     | 0        | 76    | 58    | 0        | 0           | .567  | 4537  | 1096.2   | 840      | 108         | 495      | 5     | 11       | 1368     | 79    | 5        | 419   | 389      | 3.19     | 1.22    |

- 2024年度シーズン終了時
- 各年度の太字はリーグ最高

### 年度別守備成績
| 年 度 | 球 団 | 投手（P） | 投手（P） | 投手（P） | 投手（P） | 投手（P） | 投手（P） |
| 年 度 | 球 団 | 試 合     | 刺 殺     | 補 殺     | 失 策     | 併 殺     | 守 備 率  |
| ----- | ----- | --------- | --------- | --------- | --------- | --------- | --------- |
| 2016  | TB    | 19        | 1         | 18        | 0         | 0         | 1.000     |
| 2017  | TB    | 24        | 6         | 13        | 0         | 1         | 1.000     |
| 2018  | TB    | 31        | 1         | 18        | 1         | 1         | .950      |
| 2019  | TB    | 23        | 1         | 14        | 1         | 1         | .938      |
| 2020  | TB    | 11        | 2         | 3         | 0         | 0         | 1.000     |
| 2021  | SD    | 27        | 4         | 9         | 0         | 2         | 1.000     |
| 2022  | SD    | 24        | 4         | 10        | 0         | 0         | 1.000     |
| 2023  | SD    | 32        | 4         | 13        | 1         | 0         | .944      |
| 2024  | SF    | 20        | 5         | 8         | 1         | 0         | .929      |
| MLB   | MLB   | 211       | 27        | 110       | 4         | 5         | .972      |

- 2024年度シーズン終了時

### タイトル
- 最多勝利：1回（2018年）
- 最優秀防御率：2回（2018年、2023年）

### 表彰
- サイ・ヤング賞：2回（2018年、2023年）
- ウォーレン・スパーン賞：2回（2018年、2023年）
- ピッチャー・オブ・ザ・マンス：5回（2018年8月・9月、2023年6月・9月、2024年8月）
- オールMLBチーム
  - ファーストチーム（先発投手）：1回（2023年）

### 記録
MiLB
- オールスター・フューチャーズゲーム選出：1回（2015年）

MLB
- MLBオールスターゲーム選出：1回（2018年）
- ノーヒットノーラン：1回（2024年8月2日、対シンシナティ・レッズ戦）

### 背番号
- 4（2016年 - 2023年）
- 7（2024年 - ）